# Nicolaus Oster
Nicolaus Oster – francuski ksiądz katolicki, prefekt apostolski (od 1783 wikariusz) Szwecji w latach 1782–1790.

## Życiorys
W latach 1617–1781 na terenie Szwecji nie istniała ani jedna diecezja katolicka, co było związane z sekularyzacją kościoła katolickiego w 1. połowie XVI w. i utworzeniem na terenie tego kraju Szwedzkiego Kościoła Narodowego. Sytuacja zmieniał się za panowania króla Gustawa III, który jako zwolennik absolutyzmu oświeconego ogłosił w 1781 wolność religijną zezwalając katolikom na swobodę kultu.
Wykorzystała to Stolica Apostolska, która w 1781 utworzyła na terenie Szwecji prefekturę apostolską, podległą archidiecezji Paderborn, której była terenem misyjnym. Rok później papież Pius VI powołał francuskiego księdza – Ostera na jej zarządcę, noszącego od 1783. tytuł wikariusza apostolskiego.
Zadaniem Ostera była organizacja struktury kościelnej na terenie Szwecji, z której nic nie przetrwało od XVI w. Przybył on do Sztokholmu w 1783 i rozpoczął ewangelizacje. Udało mu się zorganizować wokół siebie ok. 1700 katolików, których pierwsze zebrania i msze odbywały się w jednej z wynajętych sal ratusza (obecnie mieści się tam Muzeum Miejskie).
Francuski ksiądz szybko popadł w niełaskę króla Gustawa III, ponieważ większość jego nawróconych stanowiły kobiety. Spis ludności z 1785 stwierdził, iż w zachodniej części kraju mieszkało 135 katolików, a w południowej – 277. Trzy lata później Oster udał się do rodzinnej Francji, aby zebrać pieniądze na dalszą misję ewangelizacyjną wśród Szwedów. Chodziło głównie o fundusze na organizacje nowych parafii w Göteborgu i Lanskronie. W związku z tym Oster poprosił Stolicę Apostolską o zgodę na przedłużenie swojego pobytu we Francji, na co uzyskał odpowiedź negatywną i został w 1790 odwołany z funkcji wikariusza apostolskiego.